# Đinh Hoàng La
Đinh Hoàng La, tên gốc là Mykola Oleksandrovych Lytovka (tiếng Ukraina: Микола Олександрович Литовка; sinh ngày 28 tháng 10 năm 1979), là một cựu cầu thủ bóng đá người Ukraine nhập quốc tịch Việt Nam chơi ở vị trí thủ môn.

## Sự nghiệp câu lạc bộ
Mykola có mặt ở Thành phố Hồ Chí Minh từ năm 2005, anh được ông Trần Duy Long giới thiệu cho đội bóng tỉnh Thanh Hóa khi ấy đang khủng hoảng thủ môn. Hết giai đoạn 1 mùa giải 2006, Mykola mới có được vị trí chính thức trong khung thành của Halida Thanh Hoá. Cuối mùa bóng 2008, Mykola có nhờ lãnh đạo đội bóng Thanh Hóa giúp anh trở thành công dân Việt Nam. Việc không thành, Mykola về đội bóng Ninh Bình.

### The Vissai Ninh Bình
Chơi xuất sắc trong màu áo Câu lạc bộ bóng đá Xi măng The Vissai Ninh Bình và anh là một trong những mảnh ghép quan trong giúp Câu lạc bộ bóng đá Xi măng The Vissai Ninh Bình thăng hạng.

#### Vụ kiện
Năm 2011, anh ký hợp đồng với đội bóng mới là Becamex Bình Dương thì The Vissai Ninh Bình khởi kiện anh lên Liên Đoàn Bóng Đá Việt Nam VFF vì anh đã vi phạm nội dung bản ghi nhớ của hợp đồng, có quy định ràng buộc anh thêm 2 năm nữa. Nhưng sau đó khi phát hiện hai bản ghi nhớ tiếng Việt và tiếng Anh có nội dung khác nhau, Đinh Hoàng La kiện ngược lại đội Vissai Ninh Bình lên VFF. Mẹ anh là một luật sư người Ukraina tuyên bố sẽ khiếu nại lên ban kỷ luật FIFA về việc nhập nhằng chữ nghĩa của đại diện CLB V. Ninh Bình giữa bản ghi nhớ tiếng Việt và tiếng Anh khiến anh bị lừa dối.

### Becamex Bình Dương
Từ đầu mùa giải 2012 tại Becamex Bình Dương thì La chơi không tốt. Đến vòng đấu thứ 5 thì La mới chơi xuất sắc, anh là vị trí số 1 của người gác thành Becamex Bình Dương. Gần hết mùa giải, hàng loạt tời báo đưa tin anh giở chứng và gây mâu thuẫn với huấn luyện viên Cho Yoon Hwan. Từ đó, anh không còn xuất hiện trong khung thành của Becamex Bình Dương nữa cũng như băng ghế dự bị. Đây cũng là câu lạc bộ cuối cùng trong sự nghiệp của anh và hiện anh đã giải nghệ.

## Sự nghiệp quốc tế
Với sự giúp đỡ của Chủ tịch CLB Ninh Bình Hoàng Mạnh Trường, đầu năm 2009 Mykola chính thức được làm công dân Việt Nam với cái tên Đinh Hoàng La. Nửa năm sau ngày được vinh dự mang tên họ của vua Đinh Bộ Lĩnh, từ mảnh đất của đất cố đô Hoa Lư, Đinh Hoàng La đã được khoác lên mình màu áo đội tuyển quốc gia. Đinh Hoàng La có trận ra mắt đội tuyển quốc gia trong trận giao hữu với đội Olympiakos của Hy Lạp trên sân vận động quốc gia Mỹ Đình vào ngày 14/5/2009, được báo giới coi là thành công và ghi những thang "điểm vàng" trong lòng người hâm mộ. Sau đó là trận giao hữu với Kuwait ngày 31/5/2009.